# Боргер (Тексас)
Боргер (енгл. Borger) град је у америчкој савезној држави Тексас. По попису становништва из 2010. у њему је живело 13.251 становника.

## Демографија
Према попису становништва из 2010. у граду је живело 13.251 становника, што је 1.051 (7,3%) становника мање него 2000. године.
| Група             | 2000.          | 2010.         |
| Белци             | 10.559 (73,8%) | 8.715 (65,8%) |
| Афроамериканци    | 523 (3,7%)     | 479 (3,6%)    |
| Азијати           | 62 (0,4%)      | 64 (0,5%)     |
| Хиспаноамериканци | 2.817 (19,7%)  | 3.616 (27,3%) |
| Укупно            | 14.302         | 13.251        |